# Benjamin Flanders

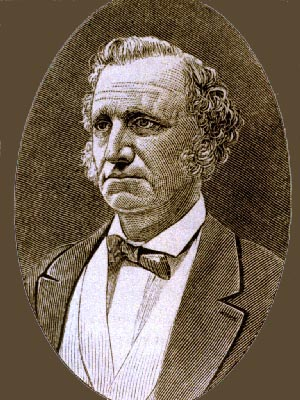
Benjamin Flanders

Benjamin Franklin Flanders (* 26. Januar 1816 in Bristol, New Hampshire; † 13. März 1896 im Lafayette Parish, Louisiana) war ein US-amerikanischer Politiker und von 1867 bis 1868 Gouverneur des Bundesstaates Louisiana.

## Frühe Jahre und politischer Aufstieg
Flanders besuchte die New Hampton Academy und dann bis 1842 das Dartmouth College. Im folgenden Jahr zog er nach New Orleans in Louisiana, wo er Jura studierte. Er hat aber niemals als Jurist gearbeitet. Stattdessen betätigte er sich als Lehrer. Außerdem gab er die Zeitung „New Orleans Tropic“ heraus.
Zwischen 1847 und 1852 war Flanders Stadtrat in New Orleans. Im Jahr 1850 wurde er außerdem Schulrat (Superintendent of public schools) in dieser Stadt. Zwischen 1852 und 1861 war er im Vorstand der Eisenbahngesellschaft Opelousas and Great Western Railroad. Da er sich der Sezession Louisianas nicht anschließen wollte, musste er zu Beginn des Bürgerkrieges aus New Orleans fliehen. Im Jahr 1862 kehrte er, nach der Eroberung von New Orleans durch die Unionstruppen, wieder in diese Stadt zurück. Zwischen Juli und Dezember 1862 war er dort Kämmerer und zwischen dem 3. Dezember 1862 und dem 3. März 1863 vertrat er das von der Union besetzte Louisiana im US-Repräsentantenhaus in Washington.
Im Juli und August 1863 war er für kurze Zeit Hauptmann eines der Union unterstellten Regiments aus Louisiana. Von 1863 bis 1866 war er im Auftrag des Bundesfinanzministeriums Sonderbevollmächtigter für den südlichen Distrikt, der die von der Union besetzten Gebiete in Louisiana, Texas, Mississippi, Alabama und dem westlichen Florida umfasste. In dieser Eigenschaft verkaufte er unter anderem die beschlagnahmte Baumwolle. Im Jahr 1864 hatte er sich erfolglos um das Amt des Gouverneurs von Louisiana beworben. In dieser Zeit gehörte Flanders auch zu den Gründern der Republikanischen Partei in Louisiana. Dabei setzte er sich für das Wahlrecht der Schwarzen ein. Er war außerdem der erste Präsident der First National Bank of New Orleans.

## Gouverneur von Louisiana und Bürgermeister von New Orleans
Nachdem es im Jahr 1867 zwischen dem Militärbefehlshaber in Louisiana, General Philip Sheridan, und Gouverneur James Madison Wells zu ernsten Differenzen gekommen war, entließ der General den Gouverneur und ernannte am 3. Juni Benjamin Flanders zu dessen Nachfolger. Dieses Amt übte er nur ein halbes Jahr lang bis zum 8. Januar 1868 aus. Der Grund seines Rücktritts war die Entlassung aller radikal-republikanischen Beamten aus der Regierung durch den neuen Militärkommandeur, General Winfield Scott Hancock. Der General ernannte Joshua Baker zu Flanders Nachfolger.
Im Jahr 1870 wurde Flanders vom damaligen Gouverneur Henry C. Warmoth zum Bürgermeister von New Orleans ernannt und anschließend offiziell in dieses Amt gewählt, das er dann zwischen 1870 und 1872 ausübte. Von 1873 bis 1882 war er stellvertretender Leiter der US-Finanzbehörde in New Orleans (Assistant Treasurer of the United States at New Orleans). Im Jahr 1888 bewarb er sich erfolglos um das Amt des Finanzministers von Louisiana. Benjamin Flanders starb im Jahr 1896. Mit seiner Frau Susan H. Sawyer hatte er sechs Kinder.